# (557) Violetta
(557) Violetta ist ein Asteroid des Hauptgürtels, der am 26. Januar 1905 vom deutschen Astronomen Max Wolf in Heidelberg entdeckt wurde. 
Der Asteroid wurde nach einer Figur aus der Oper La traviata von Giuseppe Verdi benannt.
Photometrische Beobachtungen dieses Asteroiden, die im Jahr 2008 am Organ Mesa Observatory in Las Cruces, New Mexico, durchgeführt wurden, ergaben eine Lichtkurve mit einer Periode von 5,0887 ± 0,0001 Stunden und einer Helligkeitsvariation von 0,25 ± 0,03 Magnituden.